# Esnes
Esnes é uma comuna francesa na região administrativa de Altos da França, no departamento do Norte. Estende-se por uma área de 14.44 km². Em 2010 a comuna tinha 684 habitantes (densidade: 47,4 hab./km²).